# Раевский, Александр Евгеньевич (авиатор)
Александр Евгеньевич Раевский (1887—1937) — русский авиатор, один из основоположников отечественного лётного дела.

## Биография
Происходил из старинной дворянской фамилии. Учился в классической гимназии в Юрьеве. Окончил физико-математический факультет Императорского Дерптского университета. В ноябре 1908 года призван на военную службу. В 1911 году окончил лётную школу Л. Блерио во Франции. С июня 1911 года – пилот-руководитель в авиашколе Императорского Всероссийского аэроклуба. В 1913 году вторично командирован во Францию для обучения в высшей школе пилотажа, которую оканчивает в апреле 1914 года. По возвращении в Россию совершил множество показательных полётов по России, в том числе девять «мертвых петель». Одна из них, выполненная на высоте 40 метров, стала мировым рекордом. Вошёл в первую пятёрку «петлистов» (А. Васильев, А. Габер-Влынский, Т. Ефимов, Е. Шпицберг). С августа 1914 года руководил подготовкой лётчиков в Севастопольской офицерской школе авиации.
С началом Первой мировой войны в составе 32-го корпусного авиационного отряда воевал на Юго-Западном фронте. За смелые разведывательные полеты и бомбёжку вражеских объектов присвоен чин прапорщика. Участвовал во встрече и воздушном сопровождении Верховного Главнокомандующего императора Николая II (1915), совершившего инспекционную поездку на Юго-Западный фронт. В мае 1916 года ему было присвоено звание «военный лётчик». В августе 1917 года зачислен в 10-й авиационный отряд.

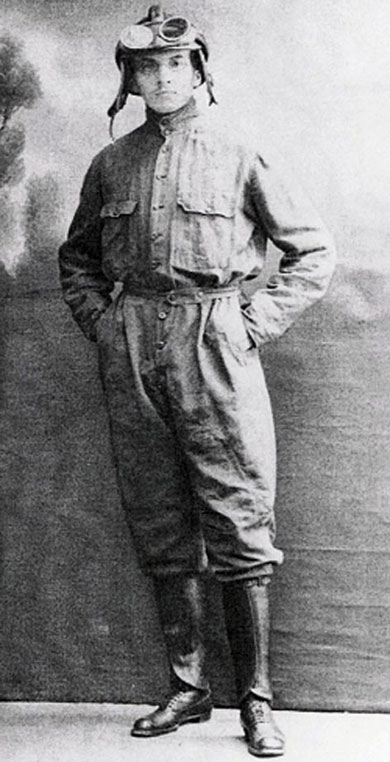
А. Е. Раевский в лётной форме

После Октябрьской революции 1917 года заведовал аэростанцией главного аэродрома в Херсоне. С мая 1919 г. в Красной Армии: до конца года являлся помощником командира Московской авиашколы. С февраля 1920 г. на испытательной работе в лётном отделе Главвоздухфлота. Отмечая 10-летие авиационной деятельности Раевского, журнал «Вестник Воздушного флота» писал (1921):
«За 10-летний период юбиляр летал на самолетах 32-х различных типов. Обучил летному делу около двухсот летчиков».
За это время Раевский пробыл в воздухе около 3 тыс. часов. С сентября 1922 года прекратил лётную деятельность по состоянию здоровья и вернулся к профессии фотографа. С 1922 г. заведовал учебной фотолабораторией в Академии Воздушного Флота имени профессора Н. Е. Жуковского. В 1924–1930 годы работал в редакции журнала «Самолёт» и до 1932 года — в ЦАГИ. Автор книги «Героическая эпоха авиации».
Репрессирован, расстрелян 7 октября 1937 года. Посмертно реабилитирован.
Награды:
- Орден Святого Станислава I ст. и III ст.
- Орден Святой Анны II и III ст.
- Георгиевский крест IV ст.